# Сорат, Кусонлаван
Кусонлаван Сорат (тайск. กุศลวรรณ โสรัจจ์; род. 1 января 1941) — таиландская легкоатлетка, выступавшая в беге на короткие дистанции. Участница летних Олимпийских игр 1964 года.

## Биография
Кусонлаван Сорат родилась 1 января 1941 года.
В 1962 году участвовала в летних Азиатских играх в Джакарте, где дошла до полуфинала в беге на 100 метров и участвовала в эстафете 4х100 метров.
В 1964 году вошла в состав сборной Таиланда на летних Олимпийских играх в Токио. В беге на 100 метров заняла в забеге 1/8 финала  7-е место, показав результат 12,6 секунды и уступив 0,9 секунды попавшей в четвертьфинал с 5-го места Кармен Смит с Ямайки. В беге на 200 метров заняла в четвертьфинале 6-е место, показав результат 26,1 и уступив 2 секунды попавшей в полуфинал с 3-го места Вивиан Браун из США. В эстафете 4х100 метров, сборная Таиланда, за которую также выступали Прея Дечдумронг, Будсабонг Йимплой и Самруай Чаронггол, заняла в полуфинале последнее, 8-е место с результатом 50,3, уступив 4,3 секунды попавшей в финал с 4-го места команде Франции.